# 20. oktober
20. oktober er dag 293 i året i den gregorianske kalender (dag 294 i skudår). Der er 72 dage tilbage af året.

### Begivenheder
Født - Dødsfald
- 1714 - Kurfyrsten af Kurfyrstedømmet Hannover krones til konge af Storbritannien og Irland som George 1. af Storbritannien
- 1728 - Under Københavns brand nedbrænder går 2/5 af byen, deriblandt rådhuset, flere kirker og 1700 huse. Cirka 4.000 familier bliver husvilde.
- 1740 - Frankrig, Preussen, Bayern og Sachsen nægter at anerkende Den Pragmatiske Sanktion om arvefølge, hvilket udløser Den østrigske arvefølgekrig.
- 1818 - USA og England aftaler, at den 49. breddegrad skal være grænse mellem Canada og USA.
- 1822 - Sunday Times udkommer for første gang i London.
- 1827 - I det sidste større søslag med træskibe besejrer en forenet engelsk, fransk og russisk flåde ved slaget ved Navarino den osmanniske flåde.
- 1847 - Franskmanden I.D. Beauvais far åbner charcuteri-forretning i København. Han tilægges æren for at være den første, der sælger leverpostej.
- 1883 - Peru and Chile underskriver Ancón-traktaten, hvorved Peru overgiver Tarapacá-provinsen til Chile, hvilket bringer Perus involvering i Salpeterkrigen til ophør.
- 1904 - Chile og Bolivia underskriver en freds- og venskabstraktat, der nærmere fastlægger grænsen mellem de to lande, der var været omstridt siden Salpeterkrigen.
- 1933 - Den tjekkoslovakiske regering forbyder det tyske nazistparti i Tjekkoslovakiet. Partiet genopstår kort efter som Sudetendeutsche Partei.
- 1935 - Efter 1 år minus 1 dag ender Mao Tse-tungs 'lange march' i Nordkina. Han har ført den truede kommunistiske hær i sikkerhed for angreb fra Chiang Kai-sheks tropper efter en tur på cirka 10.000 kilometer.
- 1944 - Anne Frank og hendes søster Margot overføres fra Auschwitz til Belsen, hvor Anne dør i april 1945.
- 1944 - General MacArthur opfylder sit løfte om at vende tilbage til Filippinerne, da han under slaget om Leyte går i land på øerne. Samme dag indtager de allierede Aachen, den første tyske by på vej mod Berlin.
- 1947 - House Un-American Activities Committee begynder sine undersøgeler om kommunistisk infiltrering af filmindustrien i Hollywoods filmindustri, hvilket bl.a. fører til en blacklisting af flere personer.
- 1952 - Den britiske guvernør sætter Kenya-kolonien i undtagelsestilstand på grund af Mau Mau-oprøret og flere oprørsledere arresteres, herunder senere præsident Jomo Kenyatta.
- 1961 - Sovjetunionen gennemfører den første test af affyringen af et ballistisk missil fra en ubåd.
- 1962 - Kina gennemføre flere offensiver i Himalaya og indleder derved Den kinesisk-indiske krig.
- 1965 - The Beatles får en guldplade for singlen Yesterday.
- 1965 - Grundstenen til Danmarksskolen i Jerusalem nedlægges. Skænket af amerikanske jøder til minde om jødetransporterne over Øresund i oktober 1943.
- 1968 - Jacqueline Kennedy, præsident Kennedys enke, indgår ægteskab med Aristoteles Onassis. Det sker på den privatejede ø Skorpios.
- 1968 - Ved OL i Mexico vinder amerikaneren Dick Fosbury guld i højdespring med et spring på 2,24 meter. Han chokerer hele verden med sin specielle springteknik, hvor han vender ryggen mod overliggeren, det såkaldte "Fosbury Flop", som i dag anvendes af alle højdespringere.
- 1971 - Den vesttyske forbundskansler Willy Brandt tildeles Nobels fredspris.
- 1973 - Operahuset i Sydney bliver officielt åbnet af Dronning Elizabeth efter 14 års byggeri.
- 1984 - Kinas kommunistiske styre gør op med Mao-tiden og vedtager vidtgående liberaliseringer af handel og industri.
- 1991 - Jacob Haugaard spenderer øl og pølser i Ridehuset i Århus på sine vælgere for statstilskuddet til Sammenslutningen af Bevidst Arbejdssky Elementer.
- 1997 - Tidligere borgmester i Århus Thorkild Simonsen bliver ny indenrigsminister.
- 1999 - Dronning Margrethe indvier sammen med statsoverhovederne for Sverige, Norge, Finland og Island det nye nordiske ambassadekompleks i Berlin.
- 2002 - De første A-buslinjer oprettes af HUR Trafik.
- 2011 - Under borgerkrigen i Libyen tilfangestages Libyens diktator Muammar Gaddafi, der bliver henrettet kort efter.

### Født
- 1616 - Thomas Bartholin, dansk læge, matematiker og teolog (død 1680).
- 1632 - Christopher Wren, engelsk arkitekt (død 1723).
- 1740 - Isabelle de Charrière (Belle van Zuylen), hollandsk-schweizisk forfatter (død 1805)
- 1854 - Arthur Rimbaud, fransk digter (død 1891).
- 1867 - Fini Henriques, dansk komponist (død 1940).
- 1874 - Charles Ives, amerikansk komponist (død 1954).
- 1889 - Margaret Dumont, amerikansk skuespiller (død 1965).
- 1890 - Jelly Roll Morton, amerikansk komponist (død 1941).
- 1891 - Jomo Kenyatta, kenyansk præsident (død 1978).
- 1905 - Gunnar "Nu" Hansen, dansk journalist (død 1993).
- 1912 - Bitten Clausen, enke af Mads Clausen (død 2016).
- 1917 - Jean-Pierre Melville, fransk filminstruktør (død 1973).
- 1937 - Vigga Bro, dansk skuespillerinde og instruktør.
- 1940 - Jesper Langberg, dansk skuespiller (død 2019).
- 1946 - Helle Degn, dansk tidligere minister.
- 1946   - Elfriede Jelinek, østrigsk forfatter og modtager af Nobelprisen i litteratur.
- 1950 - Tom Petty, amerikansk musiker (død 2017).
- 1954 - Elo Sjøgren, dansk dramatiker.
- 1958 - Viggo Mortensen, dansk-født amerikansk skuespiller.
- 1961 - Bo hr. Hansen, dansk dramatiker og forfatter.
- 1961   - Ian Rush, walisisk fodboldspiller.
- 1962 - Jens Veggerby, dansk galleriejer og tidligere cykelrytter.
- 1963 - Jann Sjursen, dansk lærer og tidligere energiminister.
- 1964 - Kamala Harris, amerikansk vicepræsident.
- 1966 - Abu Musab al-Zarqawi, var en militant salafi-islamist, guerrillaleder, og tidligere leder af Al-Qaeda i Irak. (død 2006)
- 1970 - Patrick Murphy, irsk musiker.
- 1971 - Snoop Dogg, amerikansk rapper.
- 1971 – Dannii Minogue, Australsk skuespiller og musiker.
- 1972 - Dorte O. Jensen, dansk sejler.
- 1977 - Simon Emil Ammitzbøll-Bille, dansk politiker.

### Dødsfald
- 1740 – 6. (Tysk-romerske rige)|Karl 6.]], tysk-romersk kejser (født 1685).
- 1864 – Carl Christian Rafn, dansk oldforsker og professor (født 1795).
- 1920 – Max Bruch, tysk komponist (født 1838).
- 1920 – Hans Peder Steensby, polarforsker (født 1875)
- 1933 – Gottfried Benneweis, dansk cirkusdirektør (født 1865).
- 1937 – Harald Slott-Møller, dansk maler (født 1864).
- 1940 – Erik Gunnar Asplund, svensk arkitekt og professor (født 1885).
- 1964 – Herbert Hoover, USA's præsident fra 1929-33 (født 1874).
- 1967 – Jan Petersen, norsk arkæolog og forfatter (født (1887).
- 1972 – Keld Markuslund, dansk skuespiller (født 1921).
- 1988 – Mogens Wöldike, dansk kapelmester og organist (født 1897).
- 1993 – Pauli Jørgensen, dansk fodboldspiller (født 1905).
- 1994 – Burt Lancaster, amerikansk skuespiller (født 1913).
- 2009 – Clifford Hansen, amerikansk guvernør (født 1912).
- 2011 – Muammar al-Gaddafi, libysk statsleder (født 1942).

|  | Denne datoartikel kan blive bedre, hvis der indsættes et (bedre) billede Du kan hjælpe ved at afsøge Wikimedia Commons for et passende billede eller uploade et godt billede til Wikimedia Commons iht. de tilladte licenser og indsætte det i artiklen. |